# Erzbistum Kasama

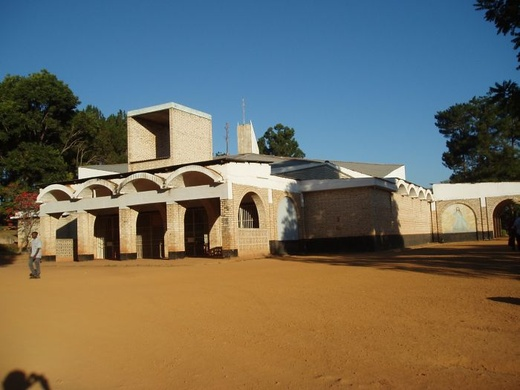
Kathedrale St. John the Apostle in Kasana

Das Erzbistum Kasama (lateinisch Archidioecesis Kasamaensis, englisch Archdiocese of Kasama) ist eine in Sambia gelegene römisch-katholische Erzdiözese mit Sitz in Kasama.

## Geschichte
Papst Pius X. gründete das Apostolische Vikariat Bangueolo am 28. Januar 1913 aus Gebietsabtretungen des Apostolischen Vikariates Nyassa. Am 10. Juli 1952 nahm es den Namen Apostolisches Vikariat Kasama an.
Mit der Apostolischen Konstitution Cum christiana fides wurde es am 25. April 1959 zum Bistum erhoben. Mit der Bulle Qui altissimi Dei wurde dieses am 12. Juli 1967 in den Rang eines Metropolitanerzbistums erhoben. Im November 1995 wurden vier Pfarreien integriert, die davor zum Bistum Mpika gehörten.
Teile seines Territoriums verlor das Erzbistum zugunsten der Errichtung folgender Bistümer:
- 26. Mai 1933 an die Mission sui juris Lwangwa;
- 10. Juli 1952 an die Apostolische Präfektur Fort Rosebery.

## Ordinarien

### Apostolische Vikare von Bangueolo
- Etienne-Benoît Larue MAfr (28. Januar 1913 – 5. Oktober 1935)
- Alexandre-Auguste-Laurent-Marie Roy MAfr (5. Oktober 1935 – 16. Mai 1949)
- Marcel Daubechies MAfr (3. Februar 1950 – 10. Juli 1952)

### Apostolischer Vikar von Kasama
- Marcel Daubechies MAfr (10. Juli 1952 – 25. April 1959)

### Bischöfe von Kasama
- Marcel Daubechies MAfr (25. April 1959 – 25. November 1964)
- Clemens P. Chabukasansha (6. Juli 1965 – 12. Juni 1967)

### Erzbischöfe von Kasama
- Clemens P. Chabukasansha  (12. Juni 1967 – 22. Februar 1973)
- Elias White Mutale (17. September 1973 – 12. Februar 1990)
- James Mwewa Spaita (3. Dezember 1990 – 30. April 2009)
- Ignatius Chama (seit 12. Januar 2012)

## Statistik
| Jahr | Bevölkerung | Bevölkerung | Bevölkerung | Priester   | Priester           | Priester         | Priester               | Ständige Diakone | Ordensleute | Ordensleute | Pfarreien |
| Jahr | Katholiken  | Einwohner   | %           | Gesamtzahl | Diözesan- priester | Ordens- priester | Katholiken je Priester | Ständige Diakone | männlich    | weiblich    | Pfarreien |
| ---- | ----------- | ----------- | ----------- | ---------- | ------------------ | ---------------- | ---------------------- | ---------------- | ----------- | ----------- | --------- |
| 1970 | 147.480     | 254.000     | 58,1        | 56         | 11                 | 45               | 2.633                  |                  | 70          | 63          |           |
| 1980 | 161.000     | 298.000     | 54,0        | 42         | 10                 | 32               | 3.833                  |                  | 49          | 49          | 14        |
| 1990 | 238.475     | 433.592     | 55,0        | 53         | 19                 | 34               | 4.499                  |                  | 59          | 73          | 15        |
| 1999 | 341.500     | 632.390     | 54,0        | 56         | 35                 | 21               | 6.098                  |                  | 39          | 77          | 18        |
| 2000 | 420.000     | 803.000     | 52,3        | 57         | 39                 | 18               | 7.368                  |                  | 32          | 87          | 22        |
| 2001 | 438.350     | 827.090     | 53,0        | 61         | 42                 | 19               | 7.186                  |                  | 28          | 103         | 22        |
| 2002 | 438.350     | 827.090     | 53,0        | 63         | 44                 | 19               | 6.957                  |                  | 28          | 108         | 23        |
| 2003 | 448.329     | 877.630     | 51,1        | 68         | 49                 | 19               | 6.593                  |                  | 29          | 114         | 23        |
| 2004 | 592.886     | 1.038.954   | 57,1        | 73         | 52                 | 21               | 8.121                  |                  | 33          | 162         | 23        |
| 2006 | 643.000     | 1.063.000   | 60,5        | 78         | 60                 | 18               | 8.243                  |                  | 56          | 166         | 23        |
| 2007 | 651.000     | 1.078.000   | 60,3        | 78         | 59                 | 19               | 8.346                  | 7                | 36          | 162         | 23        |